# 鲁夫尔 (卡尔瓦多斯省)
鲁夫尔（法語：Rouvres，法語發音：[ʁuvʁ] ⓘ）是法国卡尔瓦多斯省的一个市镇，属于卡昂区。

## 地理
鲁夫尔（49°0'16"N, 0°10'19"W）面积8.87 平方千米，位于法国诺曼底大区卡爾瓦多斯省，该省份为法国西北部沿海省份，北濒大西洋英吉利海峡，东北与滨海塞纳省以海上边界相接，东临厄尔省，南至奧恩省，西与芒什省接壤。
与鲁夫尔接壤的市镇（或旧市镇、城区）包括：埃特雷拉康帕涅、迈济耶尔、乌伊勒泰松、萨西、苏瓦尼奥勒。

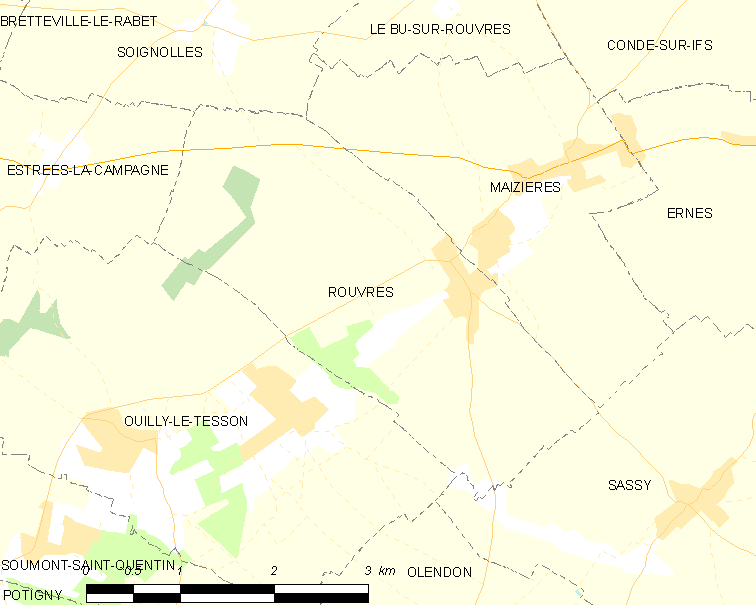
的OSM定位图

鲁夫尔的时区为UTC+01:00、UTC+02:00（夏令时）。

## 行政
鲁夫尔的邮政编码为14190，INSEE市镇编码为14546。

## 政治
鲁夫尔所属的省级选区为法莱斯县。

## 人口

1962-2008年间人口变化图示

鲁夫尔于2022年1月1日时的人口数量为222人。